# Irracionalismo
El término irracionalismo, designa genéricamente a las corrientes filosóficas que privilegian el ejercicio de la voluntad y la individualidad por encima de la comprensión racional del mundo objetivo. Como tal, no se aplica a una escuela específica sino que designa una tendencia general en el curso de la historia de la filosofía. Sin embargo, por antonomasia suele aplicarse el término a las distintas corrientes existencialistas y nietzscheanas que reaccionaron contra la hegemonía de la filosofía positivista y neokantiana en la primera mitad del siglo XX.
La validez del término es en sí una quaestio disputata en el seno de la filosofía; los defensores de posiciones racionalistas argumentan que todavía la crítica de la comprensibilidad del mundo o de la primacía de las facultades intelectivas sobre las pulsiones psíquicas o biológicas se realiza mediante la razón. Por este motivo, se prefiere a veces aplicar la denominación de vitalismo.

## Orígenes del irracionalismo
Los orígenes de la mayoría de las corrientes irracionalistas contemporáneas se hallan en la crítica a la filosofía de Hegel, cuyo sistema de idealismo objetivo representó el máximo esfuerzo por subsumir todas las aparentes contradicciones de la experiencia en una unidad lógica que ascendiera paulatinamente, por medio de la síntesis intelectual de los opuestos, hacia el saber absoluto.
Desde posiciones filosóficas radicalmente diferentes, pensadores como Schopenhauer, Nietzsche, Kierkegaard, Bergson o Unamuno pueden ser considerados irracionalistas o vitalistas, en más o menos abierta oposición a la dialéctica hegeliana. Dentro de un amplio radio de pensamiento, encuentran un denominador común en la explicación del fenómeno de la vida.
Schopenhauer, por ejemplo, contrapone el principio de la voluntad ciega e irracional a los hechos objetivos, que no pueden modificar esta tendencia de los seres humanos; Kierkegaard establece que la verdad está en la subjetividad que debe llevar al hombre a la responsabilidad de sus decisiones y, en un paso siguiente, a la trascendencia de su propio yo, a Dios y la conquista de la individualidad; Nietzsche cree en la voluntad de poder y en la imposibilidad de conocimiento, pues el mundo no tiene dirección objetiva; Bergson es el exponente más acabado del vitalismo irracionalista de comienzos del siglo XX, con su teoría del impulso vital y de la intuición como base de la actividad filosófica; Unamuno, pensador asistemático, se opone al racionalismo y exalta "la fe por la fe misma" ante el escepticismo al que necesariamente conduce la razón.